# Tekoapora wacketi
 (août 2023).
Genre
Espèce
Synonymes
- Pterinopelma wacketi Mello-Leitão, 1923
- Pamphobeteus insularis Mello-Leitão, 1923
- Pamphobeteus masculus Piza, 1939
- Pamphobeteus litoralis Piza, 1976

Tekoapora wacketi, unique représentant du genre Tekoapora, est une espèce d'araignées mygalomorphes de la famille des Theraphosidae.

## Distribution
Cette espèce est endémique du Brésil. Elle se rencontre dans les États de Rio de Janeiro, de São Paulo, du Paraná et de Santa Catarina.

## Description
Le mâle holotype mesure 45 mm.
Le mâle décrit par  en mesure 47,5 mm et la femelle 57,9 mm.

## Systématique et taxinomie
Cette espèce a été décrite sous le protonyme Pterinopelma wacketi par Mello-Leitão en 1923. Elle est placée dans le genre Aphonopelma par Schmidt en 1997, dans le genre Vitalius par Bertani en 2001 puis dans le genre Tekoapora par Galleti-Lima, Hamilton, Borges et Guadanucci en 2023.
Pamphobeteus insularis, Pamphobeteus masculus et Pamphobeteus litoralis ont été placées en synonymie par Bertani en 2001.
Ce genre a été décrit par Galleti-Lima, Hamilton, Borges et Guadanucci en 2023 dans les Theraphosidae.

## Étymologie
Cette espèce est nommée en l'honneur de Mathias Wacket.

## Publications originales
- Mello-Leitão, 1923 : « Theraphosideas do Brasil. » Revista do Museu Paulista, vol. 13, p. 1-438.
- Galleti-Lima, Hamilton, Borges & Guadanucci, 2023 : « Phylogenomics of Lasiodoriforms: reclassification of the South American genus Vitalius Lucas, Silva and Bertani and allied genera (Araneae: Theraphosidae). » Frontiers in Ecology and Evolution, vol. 11, no 1177627, p. 1-19 (texte intégral).